# USS Needlefish (SS-379)
Za druga plovila z istim imenom glejte USS Needlefish.
USS Needlefish (SS-379) je bila jurišna podmornica razreda balao v sestavi Vojne mornarice Združenih držav Amerike.
Toda zaradi uspešnega razvoja vojne so julija 1944 preklicani njeno izgradnjo.